# Thierry Dreyfus
Thierry Dreyfus (Boulogne Billancourt, 20 febbraio 1960) è un artista francese che crea installazioni artistiche e luminose, lampade, oggetti, fotografie e, come direttore artistico, scenografo e produttore, sfilate ed eventi di moda, in Europa, Asia e America del Nord.

## Biografia

### Gioventù
Thierry Dreyfus è nato nel 1960 a Boulogne Billancourt (92) ed è cresciuto nella regione di Chartres (28).
A 19 anni incontra un lighting designer dell'Opéra National du Rhin . Lo assiste, poi si evolve al fianco di diversi direttori artistici, direttori luci e registi, in Francia.

### Carriera

#### Moda
Nel 1984, lo stilista Patrick Kelly, venuto per assistere a uno spettacolo portato alla luce da Thierry Dreyfus, gli offrì di lavorare al suo prossimo sfilata.
Nel frattempo, nel 1985 ha lanciato la sua prima agenzia di produzione di eventi a Parigi, focalizzata sulla progettazione e produzione di scenografie di sfilate di moda.
Durante le stagioni della moda, ha sviluppato collaborazioni con France Andrévie, Helmut Lang, Martine Sitbon, Ann Demeulemeester, Walter Van Beirendonck (collezione W&LT), Jean-Paul Gaultier e Thierry Mugler,,. È al fianco di John Galliano per le sue prime sfilate, Marc Jacobs per il suo marchio (poi per Louis Vuitton), Hedi Slimane per Yves Saint Laurent Homme (poi per Dior Homme), o anche Karl Lagerfeld per Fendi,,.
Nel 2001 è diventato direttore artistico (e successivamente CEO) della società di produzione Eyesight Group (Eyesight Paris e Eyesight Fashion & Luxury NYC),,,. Come tale, immagina i concetti, le scenografie, i piani e le luci per le sfilate di talenti emergenti (ad esempio durante il Festival Internazionale di Moda e Fotografia) o di designer riconosciuti, ed eventi di moda.
Nel 2002, Pierre Bergé gli ha dato carta bianca per dirigere la sfilata di moda che celebra il 40 ° anniversario della casa di Yves Saint Laurent, al Centre national d'art et de culture Georges-Pompidou (22 gennaio), con una collezione di 300 modelli per un periodo di più o meno 90 minuti. In segreto, invita Catherine Deneuve e Laetitia Casta a cantare durante la finale dell'ultima parata di Monsieur Saint Laurent ,,.
Oggi ha più di 3000 sfilate di moda al suo attivo. Come descritto da diversi giornalisti, è sempre alla ricerca di nuove idee, la specificità di ogni marchio e creatore e la condivisione di un'emozione , , , ,,. Disegna sfilate di moda sempre più come "Happening", pezzi artistici effimeri, ad esempio per Kris Van Assche, Raf Simons, Jil Sander,,, Victoria Beckham, Dsquared2, Palm Angels, Acne Studios, Elsa Schiaparelli, Comme des Garçons,,, Azzedine Alaïa,, Kith o addirittura Off-White.
Dal 2013 è entrato a far parte del # BoF500 (il “ Bibbia Delle 500 personalità che plasmano, influenzano l'industria della moda globale, istituita dalla redazione di The Business of Fashion e alimentata dai social media), a testimonianza del suo contributo al mondo della moda.

#### Installazioni artistiche leggere
Nel 2000 ha prodotto la sua prima opera luminosa permanente, per la Caisse des Dépôts et Consignations, a Parigi, e una creazione temporanea per la Biennale d'Art Contemporain de Lyon .

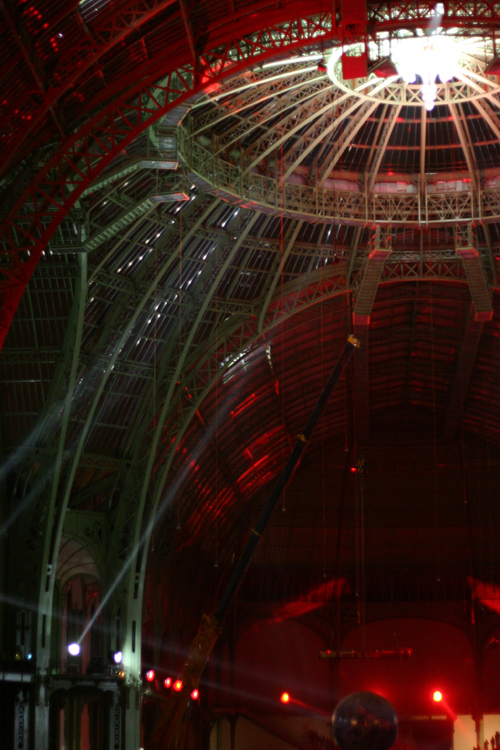
Installazione artistica leggera "Ondes Visibles" di Thierry Dreyfus per la riapertura del Grand Palais, Parigi (2005)

Nel 2005 vince il bando internazionale del Ministero della Cultura e della Comunicazione per la riapertura del Grand Palais di Parigi. Lì ha prodotto un'installazione composta da luci e specchi, " Onde visibili », Musica di Frédéric Sanchez, che accoglierà 500.000 visitatori ,, .
Ha poi realizzato varie installazioni di arte luminosa, per " Nuit Blanche ”di Parigi, con una scala di Giacobbe alla Biblioteca nazionale di Francia - su musiche di Henri Scars Struck e Placebo (2006), alla Notre-Dame de Paris (direttore artistico : Martin Bethenod), nel 2010 e per " Versailles Off », Nel parco della Reggia di Versailles (curatore : Laurent Le Bon ) : (Bassin du Dragon) nel 2006 e (labyrinths) nel 2007 ,, a Londra, presso la Louise Blouin Foundation (sospensione) nel 2009, per la Carpenters Workshop Gallery (che rappresentava a Design Miami / Art Basel ,, a Villa Noailles (fascio di luce che punta verso la stella polare), o alla Fondazione Borusan a Istanbul (installazione video permanente all'aperto) nel 2013,.
Nel 2014, per la serata “ Notte cinese », In occasione del 50 ° anniversario delle relazioni diplomatiche tra Cina e Francia, al Grand Palais, l'ex ministro della Cultura, Renaud Donnedieu de Vabres, gli affida la direzione artistica, insieme all'architetto Patrick Bouchain e Chen Weyia, co-designer della cerimonia di apertura dei Giochi Olimpici di Pechino 2008. Fanno appello a Bartabas, che lì inaugura l'Anno del Cavallo con un nuovo spettacolo dedicato al primo imperatore della Cina,.
Nel 2015 ha collaborato con i coreografi Sharon Eyal e Gai Behar (LEV Dance Company) per la luce e la drammaturgia di due balletti : " Camera da letto Folk "Al Nederlands Dans Theatre dell'Aia e" OCD Love Al Banff Centre for Arts and Creativity (Canada).
Per la mostra retrospettiva di Comme des Garçons al Costume Center del Metropolitan Museum of Art di New York (2017), lo stilista Rei Kawakubo gli ha chiesto di creare un'installazione che avrebbe composto di 340 tubi fluorescenti,,.

#### Design
Oltre alle sue installazioni artistiche, dal 2006 partecipa a nuovi progetti più orientati al design.
Per gli spazi interni disegna l'atmosfera luminosa del Silencio Club di Parigi progettato dal regista David Lynch (2011), un'installazione luminosa permanente sulla facciata del Metropol Palace, hotel emblematico di Belgrado (2011), il layout degli interni e le lampade su misura per la boutique Pop-up di Robert Clergerie, a Parigi (2012), o per la boutique Versace, Parigi (architetto: Jamie Fobert) (2013), un'installazione luminosa permanente per NeueHouse a New-Tork (2013), un'installazione di specchi e video all'ingresso del W Hotel di Istanbul (architetto: Mahmut Anlar) (2014), installazioni artistiche luminose permanenti per i concept store Dover Street Market a Londra e Singapore di Comme des Garçons (2016 & 2017).
Realizza anche installazioni esterne sulle facciate degli hotel Le Méridien Starwood di San Francisco o Shanghai (2006), quello del Chetrit Building, a New-York (2014 e 2016),.
Collabora da molto tempo con l'architetto Peter Marino per un'installazione presso l'hotel " Le Cheval Blanc ”(Nell'edificio La Samaritaine) a Parigi, che aprirà presto.

#### Lampade e mobili
Nel 2003 ha lanciato una collezione di lampade, in edizioni limitate, denominata " Elementi di luce », il cui primo pezzo sarà in esposizione presso il concept store Colette, Parigi. Seguono creazioni regolari (mobili compresi) in legno, marmo, ceramica e cemento (o materiali più insoliti come il sale). Alcuni sono esposti agli Ateliers Courbet di New York,, o al Design Miami Basel ,, a Euroluce al Salone del Mobile e Wallpaper * Handmade a Milano,, o anche tra i collezionisti.
Collabora con editori come Flos, Yota Design, Koleksiyon, o più recentemente con la manifattura di Nymphenburg.
La sua lampada da parete " Rupture », Presentato a Euroluce nel 2011 presso lo stand Flos, ha vinto un FX International Interior Design Award .

#### Fotografia
Collezionista di fotocamere Hasselbald e Rolleiflex, Thierry Dreyfus utilizza pellicole d'argento, per le stampe senza ritocco .
Due selezioni di fotografie, tra le migliaia scattate nel corso della sua carriera, sono state pubblicate da Editions Assouline (2005) e Editions du Regard (2013).
Ha anche realizzato " servizio fotografico "Per il catalogo della mostra Musée des Arts Décoratifs ," Icone della moda »Alla Art Gallery of South Australia ad Adelaide (AGSA) (2014) (curatore capo : Pamela Goldin).
Diverse mostre hanno presentato le sue fotografie : alla Galerie Claude Samuel, a Parigi (2009), poi all'Invisible Dog Art Center, a Brooklyn (2010), e durante il "Planches Contact" Festival a Deauville (curatore: Patrick Remy) (2014).
Dal 2010, l'hotel Royal Monceau ristrutturato da Philippe Stark ha, nella sua collezione, 35 delle sue stampe d'argento "Neugamme" (Curatore: Hervé Mikaeloff).

#### Interventi pubblici
Ha partecipato al Design BODW e Fashion FAHK Colloquiums a Hong Kong (2017), al Brainstorm Design a Singapore, sul tema “ Il potere della luce »(2018) organizzato da Fortune e Wallpaper * e alla Condenast Luxury Conference (2019).